# Leopold Matthias Walzel
Leopold Matthias Walzel (* 29. November 1902 in Wien; † 9. Juni 1970 ebenda) war ein österreichischer Komponist und Musikkritiker.

## Leben
Nachdem er als Kind 1909–1918 Klavierunterricht bei Ferdinand Rebay erhalten hatte, nahm Leopold Matthias Walzel 1919–1929 privat Stunden in Komposition bei Camillo Horn und Kontrapunkt bei Hubert Keßler. 1926 promovierte er an der Universität Wien zum Doktor der Rechtswissenschaften (Dr. jur.). Anschließend belegte er dort 1927–29 Musikwissenschaft bei Robert Lach und Robert Haas. 1929–1937 studierte er Komposition und Instrumentation bei Fritz Schreiber am Neuen Wiener Konservatorium. Am 8. Oktober 1940 beantragte er die Aufnahme in die NSDAP und wurde rückwirkend zum 1. Juli desselben Jahres aufgenommen (Mitgliedsnummer 8.123.071). 1924–1953 war Walzel Mitarbeiter verschiedener Tageszeitungen und Zeitschriften, ab 1952 bis zu deren Einstellung 1964 arbeitete er als Musikkritiker für die Neue Österreichische Tageszeitung. 1956–1966 wirkte er als Vorsitzender der Österreichischen Gesellschaft für zeitgenössische Musik (ÖGZM), nach dem Ausscheiden aus dieser Funktion wurde er deren Ehrenvorsitzender. Walzels musikalischer Nachlass befindet sich in den Musiksammlungen der Österreichischen Nationalbibliothek und der Wienbibliothek (ehemals Wiener Stadt- und Landesbibliothek). Er starb am 9. Juni 1970 und wurde in einem ehrenhalber gewidmeten Grab auf dem Friedhof Wien–Dornbach beigesetzt.

## Auszeichnungen  und Preise
- 1954: Österreichischer Staatspreis
- 1956: Berufstitel „Professor“
- 1956, 1958 und 1966: Preis des Theodor-Körner-Fonds
- 1962: Ehrenkreuz für Wissenschaft und Kunst I. Klasse

## Werke (Auswahl)

### Musiktheater
- Salamis op. 14. Oper in fünf Bildern, Libretto: Leopold Matthias Walzel nach Aischylos – unaufgeführt
- Altchinesische Legende. Ballettmusik op. 36

### Gesang und Orchester
- Aus dem Leben des Vincent van Gogh. Gesänge nach Texten von Johann Gunert für Bariton, vier Blasinstrumente, Schlagwerk und Streichorchester op. 17b[5]
- Missa gregoriana für gemischten Chor und Orchester op. 26

### Orchester
- Salamis, Suite aus der gleichnamigen Oper op. 19/41
  - 1. Intrada persica op. 19
  - 2. Xerxes Sühnegang op. 41
  - 3. Hymne an Apollen op. 41
- Sinfonie Nr. 2 op. 20
- Capriccio Viennese op. 25
- Scherzino buffo op. 28
- Sinfonie Nr. 3 op. 38 (1960–63)
- Sinfonie Nr. 4 op. 39 „Symphonia giocosa“ (1963/64)
- Sinfonie Nr. 5 op. 45 (1969)

### Streichorchester
- Triptychon für Streichorchester und Harfe op. 12
- Kassation für Streichorchester op. 44
- Sonata religiosa für Streichorchester op. 46

### Soloinstrument(e) und Orchester
- Kammerkonzert Nr. 1 für Oboe, Trompete, Harfe und Streichorchester op. 10
- Kammerkonzert Nr. 2 für Violine und Streichorchester op. 11 (1940)
- Konzert für Klavier und Orchester op. 43 (uraufgeführt 1968)
- Concerto für Oboe und Orchester o. op., Fragment (1970)

### Duo und Kammermusik
- Ottetto sereno für zwei Violinen, Viola, Violoncello, Kontrabass, Klarinette, Horn und Fagott op. 16[6]
- Sonatina melodiosa für Violoncello und Klavier op. 21/3
- Quintett für Violine, Viola, Violoncello, Kontrabass und Klavier op. 27 „Parallelen-Quintett“
- Sonata ariosa für Viola und Klavier op. 30
- Six moments musicaux für Viola und Violoncello op. 31
- Trio passionato für Streichtrio op. 32
- Sonata virtuosa für Violine und Klavier op. 33
- Fünf Bagatellen für Viola und Kontrabass op. 34
- Sonata burlesca für Kontrabass und Klavier op. 37
- Quintetto impetuoso für Bläserquintett op. 42

### Klavier solo
- Sonatina graziosa op. 21/1 (publ. 1957)
- Viennensia. Rondo op. 21/2

### Lied
- Kirschenblütenlieder. Zyklus nach Dichtungen aus dem Japanischen von Wilhelm Waldstein op. 15
- Alt-Ottakring nach einem Text von Josef Weinheber für Gesang und Klavier op. 13
- Aus dem Leben des Vincent van Gogh nach Texten von Johann Gunert für Bariton und Klavier op. 17[7]
- Drei Lieder im Volkston nach eigenen Texten für Singstimme und Klavier op. 18
- Von der Kunst und vom Künstler. Präludium für Klavier und fünf Gesänge nach Texten von Josef Weinheber für Bariton und Klavier op. 40